# دارن باستو
دارن باستو (انگلیسی: Darren Bastow؛ زادهٔ ۲۲ دسامبر ۱۹۸۱) بازیکن فوتبال اهل بریتانیا است.
از باشگاه‌هایی که در آن بازی کرده‌است می‌توان به باشگاه فوتبال پلیموث آرگیل اشاره کرد.